# Égry
Égry é uma comuna francesa na região administrativa do Centro-Vale do Loire, no departamento Loiret. Estende-se por uma área de 7,5 km². Em 2010 a comuna tinha 357 habitantes (densidade: 47,6 hab./km²).